# Марк Штрайт
Марк Штрайт (нім. Mark Streit; 11 грудня 1977, м. Енглісберг, Швейцарія) — швейцарський хокеїст, захисник.  
Вихованець хокейної школи ХК «Берн». Виступав за «Фрібур-Готтерон», «Юта Гріззліз» (ІХЛ), «Спригфілд Фелконс» (АХЛ), «ЦСК Лайонс», «Монреаль Канадієнс», «Берн», «Нью-Йорк Айлендерс», «Філадельфія Флайєрс».
В чемпіонатах НХЛ — 786 матчів (96+338), у турнірах Кубка Стенлі — 34 матчі (4+11).
У складі національної збірної Швейцарії учасник зимових Олімпійських ігор зимових Олімпійських ігор 2002, 2006 і 2010 (15 матчів, 3+5), учасник чемпіонатів світу 1998, 1999, 2000, 2001, 2002, 2003, 2004, 2005, 2006, 2007, 2009 і 2012 (81 матч, 10+30). У складі молодіжної збірної Швейцарії учасник чемпіонатів світу 1996 і 1997. У складі юніорської збірної Швейцарії учасник чемпіонату Європи 1995.
Досягнення
- Чемпіон Швейцарії (2001)
- Володар Континентального кубка (2001, 2002).
- Володар Кубка Стенлі (2017)